# Stagioni dei Vancouver Canucks
Questa è una lista completa delle stagioni disputate dai Vancouver Canucks, franchigia della National Hockey League. Nell'elenco sono raccolti tutti i dati delle stagioni disputate fin dall'entrata nella lega della squadra nel 1970.
| Stagione  | Division  | Pti                                         | PG                                          | V                                           | S                                           | P                                           | OT                                          | GF                                          | GS                                          | Pos.                                        | Playoff                                     |
| --------- | --------- | ------------------------------------------- | ------------------------------------------- | ------------------------------------------- | ------------------------------------------- | ------------------------------------------- | ------------------------------------------- | ------------------------------------------- | ------------------------------------------- | ------------------------------------------- | ------------------------------------------- |
| 1970-1971 | East      | 78                                          | 56                                          | 24                                          | 46                                          | 8                                           | —                                           | 229                                         | 296                                         | 6°                                          | non qualificati                             |
| 1971-1972 | East      | 78                                          | 48                                          | 20                                          | 50                                          | 8                                           | -                                           | 203                                         | 297                                         | 7°                                          | non qualificati                             |
| 1972-1973 | East      | 78                                          | 53                                          | 22                                          | 47                                          | 9                                           | -                                           | 233                                         | 339                                         | 7°                                          | non qualificati                             |
| 1973-1974 | East      | 78                                          | 59                                          | 24                                          | 43                                          | 11                                          | -                                           | 224                                         | 296                                         | 7°                                          | non qualificati                             |
| 1974-1975 | Smythe    | 80                                          | 86                                          | 38                                          | 32                                          | 10                                          | -                                           | 271                                         | 254                                         | 2°                                          | Quarti di finale                            |
| 1975-1976 | Smythe    | 80                                          | 81                                          | 33                                          | 32                                          | 15                                          | -                                           | 271                                         | 272                                         | 2°                                          | Turno preliminare                           |
| 1976-1977 | Smythe    | 80                                          | 63                                          | 25                                          | 42                                          | 13                                          | -                                           | 235                                         | 294                                         | 4°                                          | non qualificati                             |
| 1977-1978 | Smythe    | 80                                          | 57                                          | 20                                          | 43                                          | 17                                          | -                                           | 239                                         | 320                                         | 3°                                          | non qualificati                             |
| 1978-1979 | Smythe    | 80                                          | 63                                          | 25                                          | 42                                          | 13                                          | —                                           | 217                                         | 291                                         | 3°                                          | Turno preliminare                           |
| 1979-1980 | Smythe    | 80                                          | 70                                          | 27                                          | 37                                          | 16                                          | -                                           | 256                                         | 281                                         | 3°                                          | Turno preliminare                           |
| 1980-1981 | Smythe    | 80                                          | 76                                          | 28                                          | 32                                          | 20                                          | -                                           | 289                                         | 301                                         | 2°                                          | Turno preliminare                           |
| 1981-1982 | Smythe    | 80                                          | 77                                          | 30                                          | 33                                          | 17                                          | -                                           | 290                                         | 286                                         | 2°                                          | Finalista della Stanley Cup                 |
| 1982-1983 | Smythe    | 80                                          | 75                                          | 30                                          | 35                                          | 15                                          | -                                           | 303                                         | 309                                         | 3°                                          | Semifinale Smythe Division                  |
| 1983-1984 | Smythe    | 80                                          | 73                                          | 32                                          | 39                                          | 9                                           | -                                           | 306                                         | 328                                         | 3°                                          | Semifinale Smythe Division                  |
| 1984-1985 | Smythe    | 80                                          | 59                                          | 25                                          | 46                                          | 9                                           | —                                           | 284                                         | 401¤                                        | 5°                                          | non qualificati                             |
| 1985-1986 | Smythe    | 80                                          | 59                                          | 23                                          | 44                                          | 13                                          | -                                           | 282                                         | 333                                         | 4°                                          | Semifinale Smythe Division                  |
| 1986-1987 | Smythe    | 80                                          | 66                                          | 29                                          | 43                                          | 8                                           | -                                           | 282                                         | 314                                         | 5°                                          | non qualificati                             |
| 1987-1988 | Smythe    | 80                                          | 59                                          | 25                                          | 46                                          | 9                                           | -                                           | 272                                         | 320                                         | 5°                                          | non qualificati                             |
| 1988-1989 | Smythe    | 80                                          | 74                                          | 33                                          | 39                                          | 8                                           | -                                           | 251                                         | 253                                         | 5°                                          | Semifinale Smythe Division                  |
| 1989-1990 | Smythe    | 80                                          | 64                                          | 25                                          | 41                                          | 14                                          | -                                           | 245                                         | 306                                         | 5°                                          | non qualificati                             |
| 1990-1991 | Smythe    | 80                                          | 65                                          | 28                                          | 43                                          | 9                                           | -                                           | 243                                         | 315                                         | 4°                                          | Semifinale Smythe Division                  |
| 1991-1992 | Smythe    | 80                                          | 96                                          | 42                                          | 26                                          | 12                                          | -                                           | 285                                         | 250                                         | 1°                                          | Finalista della Smythe Division             |
| 1992-1993 | Smythe    | 84                                          | 101                                         | 46                                          | 29                                          | 9                                           | -                                           | 346                                         | 278                                         | 1°                                          | Finalista della Smythe Division             |
| 1993-1994 | Pacific   | 84                                          | 85                                          | 41                                          | 40                                          | 3                                           | -                                           | 279                                         | 276                                         | 2°                                          | Finalista della Stanley Cup                 |
| 1994-1995 | Pacific   | 48                                          | 48                                          | 18                                          | 18                                          | 12                                          | -                                           | 153                                         | 148                                         | 2°                                          | Quarti di finale Western Conference         |
| 1995-1996 | Pacific   | 79                                          | 82                                          | 32                                          | 35                                          | 15                                          | -                                           | 278                                         | 278                                         | 3°                                          | Quarti di finale Western Conference         |
| 1996-1997 | Pacific   | 77                                          | 82                                          | 35                                          | 40                                          | 7                                           | -                                           | 257                                         | 273                                         | 4°                                          | non qualificati                             |
| 1997-1998 | Pacific   | 64                                          | 82                                          | 25                                          | 43                                          | 14                                          | -                                           | 224                                         | 273                                         | 7°                                          | non qualificati                             |
| 1998-1999 | Northwest | 58                                          | 82                                          | 23                                          | 47                                          | 12                                          | -                                           | 192                                         | 258                                         | 4°                                          | non qualificati                             |
| 1999-2000 | Northwest | 83                                          | 82                                          | 30                                          | 29                                          | 15                                          | 8                                           | 227                                         | 237                                         | 3°                                          | non qualificati                             |
| 2000-2001 | Northwest | 90                                          | 82                                          | 36                                          | 28                                          | 11                                          | 7                                           | 239                                         | 238                                         | 2°                                          | Quarti di finale Western Conference         |
| 2001-2002 | Northwest | 94                                          | 82                                          | 42                                          | 30                                          | 7                                           | 3                                           | 254                                         | 211                                         | 2°                                          | Quarti di finale Western Conference         |
| 2002-2003 | Northwest | 92                                          | 82                                          | 45                                          | 23                                          | 13                                          | 1                                           | 264                                         | 208                                         | 2°                                          | Semifinale Western Conference               |
| 2003-2004 | Northwest | 105                                         | 82                                          | 43                                          | 24                                          | 10                                          | 5                                           | 235                                         | 194                                         | 1°                                          | Quarti di finale Western Conference         |
| 2004-2005 | Northwest | Stagione non disputata a causa del lockout. | Stagione non disputata a causa del lockout. | Stagione non disputata a causa del lockout. | Stagione non disputata a causa del lockout. | Stagione non disputata a causa del lockout. | Stagione non disputata a causa del lockout. | Stagione non disputata a causa del lockout. | Stagione non disputata a causa del lockout. | Stagione non disputata a causa del lockout. | Stagione non disputata a causa del lockout. |
| 2005-2006 | Northwest | 105                                         | 82                                          | 42                                          | 32                                          | -                                           | 8                                           | 256                                         | 255                                         | 4°                                          | non qualificati                             |
| 2006-2007 | Northwest | 105                                         | 82                                          | 49                                          | 26                                          | -                                           | 7                                           | 222                                         | 201                                         | 1°                                          | Semifinale Western Conference               |
| 2007-2008 | Northwest | 88                                          | 82                                          | 49                                          | 33                                          | -                                           | 10                                          | 213                                         | 215                                         | 5°                                          | non qualificati                             |
| 2008-2009 | Northwest | 100                                         | 82                                          | 44                                          | 27                                          | -                                           | 10                                          | 246                                         | 220                                         | 1°                                          | Semifinale Western Conference               |
| 2009-2010 | Northwest | 103                                         | 82                                          | 49                                          | 28                                          | -                                           | 5                                           | 272                                         | 222                                         | 1°                                          | Semifinale Western Conference               |
| 2010-2011 | Northwest | 117                                         | 82                                          | 54                                          | 19                                          | -                                           | 9                                           | 262                                         | 185                                         | 1°                                          | Finalista della Stanley Cup                 |
| 2011-2012 | Northwest | 111                                         | 82                                          | 51                                          | 22                                          | -                                           | 9                                           | 249                                         | 198                                         | 1°                                          | Quarti di finale Western Conference         |
| 2012-2013 | Northwest | 59                                          | 48                                          | 26                                          | 15                                          | -                                           | 7                                           | 127                                         | 121                                         | 1°                                          | Quarti di finale Western Conference         |
| 2013-2014 | Pacific   | 83                                          | 82                                          | 36                                          | 35                                          | -                                           | 11                                          | 196                                         | 223                                         | 5°                                          | non qualificati                             |